# Bandluidspreker

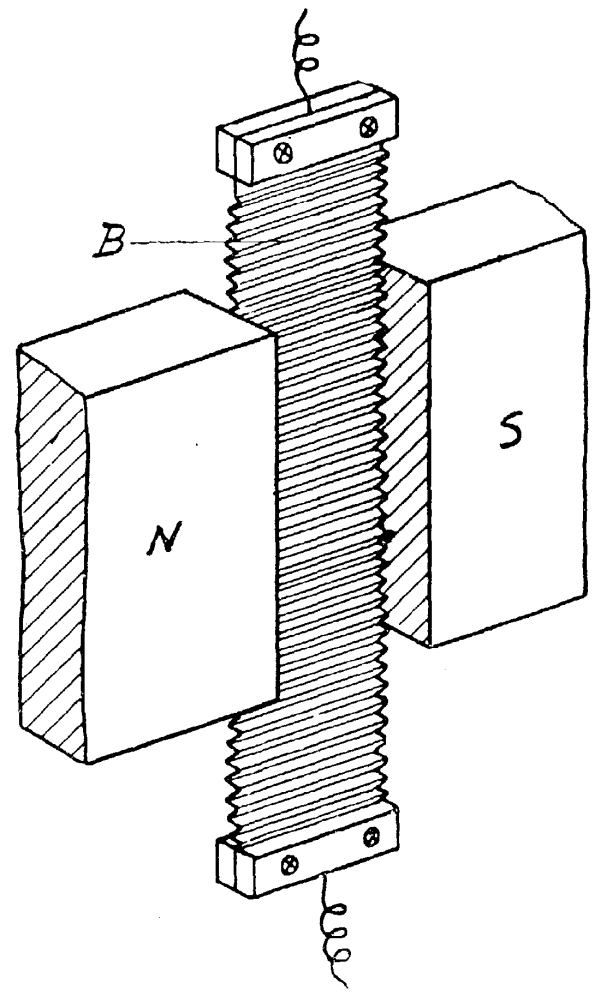
Schematische voorstelling van een bandluidspreker

Het werkingsprincipe van de bandluidspreker (Engels: Ribbon tweeters) is hetzelfde als bij de dynamische luidspreker. In plaats van membraan en spoel produceert een zeer dun metalen bandje de geluidstrillingen. Dat bandje fungeert dus in feite als een spoel met één wikkeling. De bandluidspreker bestaat uit een geplooide strook dunne aluminiumfolie of een ander zeer licht metaal dat opgehangen wordt tussen twee polen van een zeer sterke magneet. 
Het audiosignaal wordt toegevoegd aan beide uiteinden van de strook. Rond de geplooide strook ontstaat zo een variërend magnetisch veld dat interactief is met het magnetisch veld tussen de twee vaste magneten. Bij dit type is er een dun reepje metaalfolie gespannen tussen twee magneetpolen. De stroom uit de versterker loopt door deze metaalfolie en veroorzaakt krachten op de folie die geluid produceren. 

## Voor- en nadelen
- Voordeel van bandluidsprekers is dat ze een uiterst geringe bewegende massa hebben en daardoor is er een zeer getrouwe weergave van de hoge frequenties.
- Nadeel is de relatief hoge kostprijs en de kwetsbaarheid van het bandje, zowel voor invloeden van buitenaf (wind) als overbelasting.

Bandluidsprekers worden uitsluitend gebruikt voor het weergeven van de hoge frequenties of tonen en zijn kwalitatief zeer hoogstaand.